# Bracon waterloti
Bracon waterloti är en stekelart som beskrevs av Granger 1949. Bracon waterloti ingår i släktet Bracon och familjen bracksteklar. Inga underarter finns listade.